# XL Sisters
XL Sisters – istniejąca w latach 1991–1993 węgierska rockowa grupa muzyczna. W 1992 został wydany jedyny album zespołu, Nagy test, nagy élvezet, który zajął 13 miejsce na liście Top 40 album- és válogatáslemez-lista. Po rozpadzie zespół kilkakrotnie udzielał jeszcze koncertów.

## Dyskografia
- Nagy test, nagy élvezet (1992)

## Członkowie zespołu
- István Alapi – gitara
- György Demeter – wokal
- Zoltán Hetényi – perkusja
- Dénes Makovics – gitara basowa
- Attila Vértes – wokal